# Raymond Lucas
Raymond Lucas (13 december 1918 – 15 december 2006) was een Frans wielrenner.

## Levensloop en carrière
Lucas werd prof in 1939. Hij nam deel aan de Tour de France van 1947, waarin hij 44e werd. Twee jaar later, in 1949, werd hij uitgesloten in de tiende etappe. In datzelfde jaar werd hij tweede in het Internationaal Wegcriterium achter Émile Idée en ook nog 12e in de klassieker de Waalse Pijl.

## Resultaten in voornaamste wedstrijden
| Jaar | Ronde van Italië | Ronde van Frankrijk | Ronde van Spanje |
| ---- | ---------------- | ------------------- | ---------------- |
| 1947 |                  | 44e                 |                  |
| 1949 |                  | opgave              |                  |